# Glaucidium jardinii
Glaucidium jardinii là một loài chim trong họ Strigidae.